# Закон гомологічних рядів спадкової мінливості
Зако́н гомологі́чних ряді́в спадко́вої мінли́вості (М.І. Вавилова) встановлює паралелізм у спадковій мінливості організмів. 
1. Генотипічно близькі види та роди характеризуються подібними рядами спадкової мінливості з такою правильністю, що знаючи ряд форм одного виду, можна передбачити існування тотожних форм у інших видів та родів. Чим генетично ближче розміщені в загальній системі роди та види, тим більша подібність у рядах їхньої мінливості.
2. Цілі родини рослин загалом характеризуються певним циклом мінливості, що проходить через усі роди та види, які становлять родину. Зазначене дозволяє сформулювати Закон гомологічних рядів наступним чином: споріднені види, роди, родини тощо містять гомологічні гени та порядки генів у хромосомах, подібність яких тим більша, чим еволюційно ближчі таксони, які порівнюють.[1]

## Історія формулювання
Закон сформульований М. І. Вавиловим у 1920 р. Вперше був опублікований російською мовою у працях 3-го з'їзду з рослинництва, а у 1922 р. — англійською мовою.
Вивчаючи мінливість ознак у видів і родів злаків та інших родин, М. І. Вавилов виявив, що:
1) Види та роди, генетично близькі між собою, характеризуються тотожними рядами спадкової мінливості з такою правильністю, що знаючи ряд форм одного виду, можна передбачити існування тотожних форм у інших видів та родів. Чим ближче генетично розташовані у загальній системі роди та ліннеони, тим повніша тотожність у рядах їх мінливості.
2) Цілі родини рослин у загальному характеризуються певним циклом мінливості, яка характерна для всіх родів, що утворюють родину.
Хоча первісно закон стосувався мінливості у рослин, М. І. Вавилов вказував на можливість застосування його до тварин.

## Пояснення
Теоретичною основою гомології рядів фенотипової мінливості у близьких таксономічних груп є уявлення про єдність їх походження шляхом дивергенції під дією природного добору. Оскільки спільні предки існуючих нині форм володіли певним специфічним набором генів, то їхні нащадки повинні володіти, за невеликим винятком, таким самим набором генів. Враховуючи, що кожен ген може мутувати у різних напрямках (множинний алелізм) та оскільки мутаційний процес має не спрямований характер, природно почікувати, що спектр змін однакових генів у особин близьких видів буде подібним. Таким чином, в основі закону гомологічних рядів лежить паралелізм генотипової мінливості у особин з подібним набором генів.

## Практичне застосування
Закон гомологічних рядів відображає загальну закономірність мутаційного процесу та формоутворення організмів, є біологічною основою методів цілеспрямованого отримання необхідних спадкових змін. Він вказує селекціонерам напрямки штучного добору, або як писав М. І. Вавилов, «що слід шукати».
При вивченні спадкової мінливості у близьких груп рослин були виявлені подібні алелльні форми, які повторювалися у різних видів (наприклад, вузли на стеблі у злаків з антоціановим забарвленням або без, колоски з остю або без тощо). Наявність такої повторності давало можливість передбачити наявність ще не виявлених алелів, важливих з точки зору селекційної роботи.